# Makler morski
Makler morski – osoba podejmująca się za wynagrodzeniem, na podstawie każdorazowego zlecenia, pośredniczenia w zawieraniu umów sprzedaży statków, umów przewozu, czarteru na czas, umów holowniczych, umów ubezpieczenia morskiego i innych umów związanych z obrotem morskim.